# 祥雲院
祥雲院（しょううんいん、生没年不詳）は、室町幕府の第9代将軍・足利義尚の正室（御台所）。

## 生涯
左大臣である日野勝光の娘として生まれる。名前や生母は不明。
室町幕府9代将軍の足利義尚に嫁ぐ。義尚の生母である日野富子は叔母にあたり、富子が祥雲院と義尚の婚姻を勧めたとされる。
義尚との間に子はなく、長享3年（1489年）の義尚没後は落飾して祥雲院を称した。

## 関連作品
- 『花の乱』（NHK・1994年・演：江口ともみ） - 役名は日野昌子